# 陈德树
陈德树（1930年—），别名陈润霖，曾用名陈德澍，男，广东东莞人，中国电力系统及其自动化专家，曾任华中工学院教授、博士生导师